# Blind Blake
Blind Blake, egentligen Arthur Blake, född 1896 i Newport News, Virginia, död cirka 1934 i Milwaukee, var en amerikansk bluessångare och bluesgitarrist. Han kallades ofta för "The king of ragtime guitar".
Blake gjorde under 1920- och 1930-talen 79 inspelningar för Paramount under eget namn. Han ackompanjerade också flera andra stora bluesmusiker, såsom Gus Cannon, Papa Charlie Jackson, Irene Scruggs, Ma Rainey och Ida Cox. Han betraktas som den främste företrädaren i genren Piedmont blues.